# Миранда, Эдисон
Эдисон Миранда (исп. Edison Miranda; род. 7 января 1981, Буэнавентура, Колумбия) — колумбийский боксёр-профессионал, выступавший в средней и во второй средней весовых категориях. Претендент на титулы чемпиона мира в среднем и втором среднем весе.
Знаменит тем, что до своей боксерской карьеры жил на улице и мечтал о боксерской карьере.

## Биография
Он родился 7 января 1981 года в городе Буэнавентура в бедной семье. Когда ему исполнилось два месяца, мать отдала Эдисона родственникам. В девять лет, не выдержав побоев и унижения родни, он сбежал из дома. Выжить на улице, среди бомжей и мусорных баков, ему помогла мечта о том, что когда-нибудь он станет боксером. Ринг приснился Миранде во сне и с тех пор мысль о боксе не покидала будущую звезду. Путь к заветной мечте был непрост: деньги на тренировки Миранда добывал сдавая кровь и участвуя в уличных боях.
Свой дебютный поединок на любительском ринге колумбиец провел в 1997 году. А спустя четыре года началась его профессиональная карьера.
Дебютировал в апреле 2001 года.
В марте 2006 года в элиминаторе Миранда в 7-м раунде нокаутировал Ховарда Истмана.

## 23 сентября2006Артур Абрахам —Эдисон Миранда
- Место проведения:  Риттал Арена, Ветзлар, Хессен, Германия
- Результат: Победа Абрахама единогласным решением в 12-раундовом бою
- Статус: Чемпионский бой за титул IBF в среднем весе (3-я защита Абрахама)
- Рефери: Рэнди Ньюманн
- Счет судей: Рафаэль Аргиолас (114—109), Ларри Хаззард (115—109), Дейв Пэррис (116—109) — по данным Showtime оценки 115—109 поставил Дейв Пэррис, а оценки 116—109 поставил Ларри Харззард
- Вес: Абрахам 72,50 кг; Миранда 72,50 кг
- Трансляция: ARD; в 2008 году, накануне 2-го боя Абрахам — Миранда, бой был показан в записи Showtime

В сентябре 2006 года Миранда вышел на ринг против чемпиона мира в среднем весе немца армянского происхождения Артура Абрахама за титул чемпиона мира по версии IBF. В конце 4-го раунда Миранда провёл левый апперкот. Абрахам в это время раскрыл рот. В результате Миранда сломал ему челюсть. После 4-го раунда Миранда перехватил инициативу и стал гоняться за чемпионом, пытаясь нокаутировать. В середине 5-го раунда Абрахам, уходя от атаки, пошёл в клинч. Колумбиец попытался ударить его головой в левое ухо. Рефери дал передышку Абрахаму. Рефери снял два очка с колумбийца за удар головой. Бой был на грани остановки, но чемпион изъявил желание боксировать дальше. Врач осмотрел его челюсть и разрешил продолжить бой. В середине 7-го раунда колумбиец провёл левый хук ниже пояса, но не в пах. Рефери приостановил бой, снял с претендента очко, и сразу же продолжил поединок. В начале 11-го раунда Миранда провёл правый хук в пах. Рефери дал отдохнуть чемпиону, а с претендента снял очко. По окончании боя все судьи отдали победу Абрахаму. Решение было спорным.
- В марте 2007 года победил по очкам непобеждённого американца Аллана Грина

## 19 мая2007Келли Павлик —Эдисон Миранда
- Место проведения:  ФедЭкс Форум, Мемфис, Теннесси, США
- Результат: Победа Павлика техническим нокаутом в 7-м раунде в 12-раундовом бою
- Статус: Отборочный бой за титул WBC в среднем весе
- Рефери: Стив Смогер
- Время: 1:54
- Вес: Павлик 72,50 кг; Миранда 72,60 кг
- Трансляция: HBO

В мае 2007 года состоялся отборочный бой между Эдисоном Мирандой и Келли Павликом. Рефери в бою был Стив Смогер, который славится тем, что позволяет боксёрам добивать друг друга до тяжелого нокаута. Бой получился очень зрелищным. В 7-м раунде Павлик начал забивать Миранду и рефери остановил бой.

## 21 июня2008Артур Абрахам —Эдисон Миранда (2-й бой)
- Место проведения:  Семинол Хард Рок, Голливуд, Флорида, США
- Результат: Победа Абрахама техническим нокаутом в 4-м раунде в 12-раундовом бою
- Статус: Рейтинговый бой
- Рефери: Телис Ассимениос
- Время: 1:13
- Вес: Абрахам 75,30 кг; Миранда 74,80 кг
- Трансляция: Showtime

В июне 2008 года состоялся 2-й бой между Эдисоном Мирандой и Артуром Абрахамом. На кону не стояли никакие титулы, так как бой проходил во 2-м среднем весе. В конце 2-го раунда Миранда провёл левый апперкот в пах. Рефери остановил бой и дал немцу передышку. В середине 4-го раунда Абрахам провёл встречный левый кросс и колумбиец оказался в нокдауне. Он встал на счёт 6. Абрахам бросился добивать. Он провёл левый хук и Миранда рухнул на канвас. Колумбиец вновь встал на счёт 6. Абрахам тут же выбросил левый крюк, и Миранда вновь рухнул на канвас. Рефери остановил бой, не открывая счёт. Колумбиец находился на полу больше минуты.
- В феврале 2012 года проиграл по очкам боксёру из Малави, Исааку Чилембе.
- В сентябре 2012 года проиграл нокаутом британцу, Тони Белью.